# Motor PSA EB
Los motores PSA EB son una familia de motores de tres cilindros en línea fabricados desde 2012 en la factoría de Trémery, Francia, por Groupe PSA bajo la denominación PureTech, para sustituir a los modelos de 1.1 L y 1.4 L del Motor PSA TU.
El motor EB es el primer motor tricilíndrico del grupo. Las primeras versiones que aparecieron en el mercado eran atmosféricas, pero posteriormente aparecieron versiones con turbocompresor e intercooler.
Durante el diseño se dio mucha importancia a la reducción de fricciones de las piezas móviles utilizando pasadores del pistón, anillos de sellado y empujadores con un tratamiento DLC antifricción. También se han adoptado otras soluciones en términos de eficiencia térmica, como por ejemplo el nuevo sistema de refrigeración de doble circuito que, cuando el motor está frío, permite que el bloque se caliente y solo enfríe la culata, y luego extiende el líquido refrigerante a todo el motor una vez que se ha alcanzado la temperatura de funcionamiento.
Este motor a diferencia de los que sustituye incorpora doble árbol de levas y distribución variable. También debe destacarse la culata con el colector de escape integrado. El cigüeñal utiliza seis contrapesos para eliminar las vibraciones típicas de los motores de tres cilindros.

## EB0
El EB0 tiene una cilindrada de 999 cm³, con un diámetro de 71 mm (2,80 pulgadas) y una carrera de 84,1 mm (3,31 pulgadas). Su relación de compresión es de 11.0:1, con una potencia máxima de 68 CV (50 kilovatios) @ 6000 rpm y un par motor máximo de 95 Nm @ 3000 rpm. La alimentación es vía inyección multipunto, cuenta con catalizador y su normativa de anticontaminación es Euro 5 y Euro 6.
Usos:
- Peugeot 208
- Citroën C3

## EB2
El EB2 tiene una cilindrada de 1199 cm³, con un diámetro de 75 mm (2,95 pulgadas) y una carrera de 90,5 mm (3,56 pulgadas). Todos cuentan con catalizador.
| Versión  | Relación de compresión | Potencia máxima                    | Par motor         | Alimentación                             | Normativa de anticontaminación | Usos |
| -------- | ---------------------- | ---------------------------------- | ----------------- | ---------------------------------------- | ------------------------------ | --- |
| EB2 FB   | 11.0:1                 | 68 CV (50 kilovatios) @ 5750 rpm   | 106 Nm @ 2750 rpm | Inyección multipunto                     | Euro 6                         | Peugeot 208 Citroën C3 |
| EB2 M    | 11.0:1                 | 72 CV (53 kilovatios) @ 5500 rpm   | 110 Nm @ 3000 rpm | Inyección multipunto                     | Euro 5, Euro 6                 | Peugeot 301 |
| EB2 F    | 11.0:1                 | 75 CV (55 kilovatios) @ 5750 rpm   | 118 Nm @ 2750 rpm | Inyección multipunto                     | Euro 6                         | Citroën C4 Cactus |
| EB2      | 11.0:1                 | 82 CV (60 kilovatios) @ 5750 rpm   | 118 Nm @ 2750 rpm | Inyección multipunto                     | Euro 5, Euro 6                 | Peugeot 208 Peugeot 301 Peugeot 308 Peugeot 2008 Citroën C1 Citroën C3 II Citroën C3 III Citroën DS3 Citroën C3 Aircross Citroën C4 Citroën C-Elysée Opel Crossland X                           |
| EB2 DT   | 10.5:1                 | 110 CV (81 kilovatios) @ 5500 rpm  | 205 Nm @ 1500 rpm | Inyección directa, Turbo con intercooler | Euro 5, Euro 6                 | Peugeot 208 Peugeot 308 Peugeot Partner II Citroën C3 III Citroën DS3 Citroën C3 Aircross Citroën C3 Picasso Citroën C4 II Citroën C4 Cactus Citroën Berlingo II Opel Crossland X               |
| EB2 DTS  | 10.5:1                 | 131 CV (96 kilovatios) @ 5000 rpm  | 230 Nm @ 1750 rpm | Inyección directa, Turbo con intercooler | Euro 5, Euro 6                 | Peugeot 2008 Peugeot 308 Peugeot 3008 Peugeot 5008 Citroën C3 Aircross Citroën DS3 Citroën C4 II Citroën C4 Cactus Citroën C4 Picasso Citroën DS4 Citroën DS5 Opel Crossland X Opel Grandland X |
| EB2 DTSM | 10.5:1                 | 136 CV (100 kilovatios) @ 5000 rpm | 240 Nm @ 1750 rpm | Inyección directa, Turbo con intercooler | Euro 6                         | Citroën C3 XR |

## Fallos, Recalls, y Reclamos Judiciales
A finales del año 2020, Stellantis decide realizar su primer llamado a revisión de modelos de Peugeot y Citröen que equipan la variante EB2 de 1.2 L de cilindrada indicando un riesgo de daño de la bomba de aceite del mismo producto de la descomposición de la correa de distribución húmeda. La campaña afecta al rededor de 500.000 unidades en Europa. En 2022, Stellantis llama a revisión a un segundo conjunto de unidades afectadas por el mismo problema en motores Puretech EB2, en este caso afectando también a DS y Opel, afectando otras 500.000 unidades en Europa. 
Cerca de 4800 usuarios en Europa iniciaron durante la primer mitad del año 2024 una acción legal colectiva contra Stellantis por daños económicos derivados de los daños al motor ocasionados por el fallo que constituyó el motivo de las llamadas a revisión. Durante el mes de junio del año 2024, Stellantis respondió a la demanda, negándose a otorgar compensaciones monetarias a los usuarios afectados. En su lugar, comunicó a todos los usuarios una extensión de garantía de 10 años o 150.000 kilómetros a partir de marzo de 2024. Los usuarios afectados que integraron este fallido reclamo, constituyeron un nuevo reclamo en el mes de septiembre del mismo año, insistiendo nuevamente en la restitución económica por daños causados por los fallos derivados del sistema de correa húmeda.
En Argentina y el resto de Latinoamérica, Stellantis no ha sabido comunicar eficazmente ninguna estrategia para el tratamiento de este defecto de diseño presente en las unidades comercializadas que equipan este motor. En su lugar, medios especializados aconsejan reducir a la mitad los intervalos de mantenimiento de esta pieza, realizándolo cada 50.000 kilómetros, e inspeccionando el interior del carter para remover posibles restos de correa presentes en el elemento de succión de la bomba de aceite. 